# Куртизана (албум)
Куртизана је трећи студијски албум српске певачице Катарине Живковић. Издат је 22. новембра 2024. за Grand Production.